# Filip van Montmorency

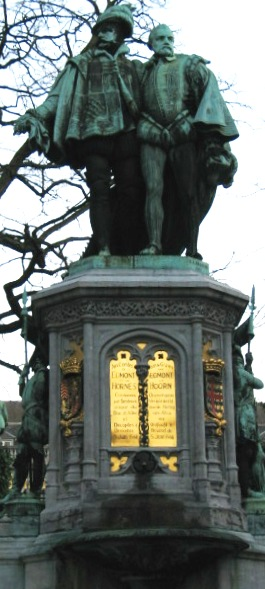
Pomnik Horne’a i Egmonta w Brukseli

Filip van Montmorency (ur. 1524, zm. w Brukseli 5 czerwca 1568) – hrabia Horn (Horne, Hoorn, Hoorne), polityk, wojskowy.

## Życie i kariera
Filip van Montmorency urodził się prawdopodobnie w zamku Ooidonk w Nevele, był synem hrabiego Nevele, Jozefa van Montmorency. Po jego śmierci, matka Filipa, Anna van Egmont, ponownie wyszła za mąż. Ojczym Filipa, Jan - hrabia Horne, pozostawił mu w spadku hrabstwo Horne oraz posiadłości Heusden, Altena i Weert. Filip van Montmorency ożenił się w 1546 roku z Walpurgią van Nieuwenaar, został dworzaninem, a potem szambelanem cesarza Karola V. Młody hrabia Horne był dowódcą w armii hiszpańskiej, a następnie w 1555 roku został mianowany namiestnikiem Geldrii. W tym samym roku (niektóre źródła podają rok 1556) został członkiem Zakonu Rycerzy Złotego Runa.
W 1559 roku był admirałem i głównodowodzącym floty sprowadzonej przez Filipa II z Niderlandów do Hiszpanii. Po licznych sukcesach otrzymał w 1561 roku tytuł admirała Niderlandów i został członkiem Rady Państwa, gdzie wraz z Wilhelmem Orańskim i hrabią Egmont tworzył tzw. triumwirat (Ligę Możnych) w obronie wolności, który był opozycją w stosunku do kardynała Antoine’a Perrenot Granvelle, biskupa Atrechtu i przywódcy inkwizycji we Flandrii. Horne przeciwstawiał się hiszpańskiemu terrorowi - oddał order Złotego Runa, odmówił uczestnictwa w zjazdach w Bredzie i Hoogstraten, zezwolił kalwinistom na budowę świątyni za murami Tournai.
Chociaż hrabia pozostał do końca życia katolikiem, to jego tolerancja względem protestantów spowodowała, że Weert, gdzie mieszkał, stało się niemal bastionem reformacji. Po rewolcie ikonoklastów w 1566 roku pod wpływem licznych nacisków ze strony katolickich mieszkańców hrabstwa, a przede wszystkim namiestniczki Małgorzaty Parmeńskiej, hrabia Horne próbował odbudować pozycję kościoła katolickiego.

## Aresztowanie i śmierć
Po wydarzeniach w 1566 roku, król Filip II wysłał do Niderlandów nowego namiestnika – księcia Albę, który miał m.in. rozprawić się z buntownikami i heretykami. Triumwirat rozpadł się – Wilhelm Orański uciekł z Brukseli, a hrabia Egmont i Horne, którzy złożyli przysięgę na wierność królowi, pozostali. Przysięga nie na wiele się zdała i obaj hrabiowie 9 września 1567 roku zostali aresztowani na rozkaz Alby. Pomimo licznych protestów ze strony arystokracji, Alba był nieugięty i nie uwolnił więźniów.
3 czerwca 1568 roku przewieziono Horne’a z Gandawy do Brukseli, gdzie umieszczono go w Broodhuis (Maison du Roi), jednym z budynków przy placu Grote Markt (Grand Place). 4 czerwca Alba podpisał wyrok śmierci, a w uzasadnieniu podał poparcie hrabiego dla tzn. Kompromisu – zawiązanego przez arystokrację w 1565 roku do walki z inkwizycją, oraz zbyt dużą tolerancję dla kalwinistów w Tournai.
5 czerwca hrabiowie Horne i Egmont zostali ścięci na placu Grote Markt (Grand Place) w Brukseli. Hrabia Filip van Montmorency jest pochowany w kościele św. Marcina (Sint-Martinuskerk) w Weert.